# هاپوگاستالاوا
هاپوگاستالاوا (به لاتین: Hapugastalawa) یک منطقهٔ مسکونی در سری‌لانکا است که در دبیرخانه بخش کوتماله واقع شده‌است.